# 1920 au Yukon
Chronologie du Yukon
- 1916
- 1917
- 1918
- 1919
- 1920
- 1921
- 1922
- 1923
- 1924

Cette page concerne des événements d'actualité qui se sont produits durant l'année 1920 dans le territoire canadien du Yukon.

## Politique
- Commissaire de l'or : George P. MacKenzie
- Législature : 4e puis 5e

## Événements
- 25 février : Neuvième élection générale yukonnaise (en).

## Naissances
- 12 juillet : Pierre Berton, écrivain († 30 novembre 2004)

## Décès
- 29 mars : Kate Carmack (º 1857 ou 1862)